# Carta delle città europee per uno sviluppo durevole e sostenibile
La Carta delle Città Europee per uno sviluppo durevole e sostenibile (nota anche come Carta di Aalborg) è un documento firmato da 80 Amministrazioni Locali europee e da 253 rappresentanti di organizzazioni internazionali, governi nazionali, istituti scientifici, consulenti e singoli cittadini.

## Firmatari
Il progetto di Carta fu elaborato dall'ICLEI in collaborazione col Ministero per lo Sviluppo Urbano e i Trasporti dello Stato federale della Renania Settentrionale-Vestfalia, Germania. Esso fu esaminato, in occasione della Conferenza di Aalborg, da oltre 600 partecipanti, all'uopo suddivisi in 36 gruppi di lavoro.
La carta è stata successivamente rielaborata dai partecipanti alla Conferenza europea sulle città sostenibili svoltasi dal 24 al 27 maggio 1994 nella città di Aalborg, in Danimarca, sotto il patrocinio congiunto della Commissione europea e della città di Aalborg e che è stata organizzata dal Consiglio internazionale per le iniziative ambientali locali (ICLEI).

## Contenuto
In essa sono rispecchiate le idee e il contributo redazionale di partecipanti diversi.
Essa si sviluppa essenzialmente in tre parti che definiscono, rispettivamente:
- la cosiddetta Dichiarazione di principio: Le città europee per un modello urbano sostenibile[1];

- la Campagna delle città europee sostenibili[2];

- l'impegno nel processo d'attuazione dell'Agenda 21 a livello locale: i piani locali d'azione per un modello urbano sostenibile[3].